# Break鍵

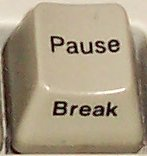
PC上的

Break鍵是電腦鍵盤上的一個鍵。Break鍵起源於19世紀的電報。在DOS時代，Pause/Break是常用鍵之一，但是近年來該鍵的使用頻率逐年減少。在某些較舊的程式中，按這個鍵會使程式暫停，若同時按Ctrl，會使程式停止而無法執行。
因為Break可以中斷程式，所以Break鍵也被稱為Pause鍵。

## 歷史
電腦鍵盤上的BREAK鍵的原型要追溯到電報業務。標準的電報鍵有內建的刀開關可以被用來短路按鍵的接觸。當這個鍵不用時，開關保持關閉，信號可以持續發送。當穩定狀態信號被中斷時，它指示出兩種可能之一：不是操作員中止了開始傳送，就是什麼別的事中斷了連接--比如電報線路的物理中斷。當電傳打字機使用後，一個鍵被加入用來臨時中斷連線，允許工作繼續。這個出現後，接收傳印機將激活但不打印字符，（反复的打印一個非打印字符DEL）。打印的聲音提示操作員注意。

## Sinclair電腦
在Sinclair公司研發的SinclairZX80和ZX81電腦，Break就等於Space。在Sinclair ZX Spectrum上，則是按Caps Shift+Space。Spectrum+和後來的電腦上，有一個專用的Caps Shift+Space，它並不觸發一個中斷，而是終止所有正運行的BASIC程序，或者終止磁帶機上數據的加載或保存。被中斷的BASIC程序通常可以用CONTINUE命令恢復運行。Sinclair QL計算機，沒有BREAK鍵，而是將功能映射到鍵組合Caps Shift+Space。

## BBC Micro電腦
在BBC Micro電腦,Break鍵會使電腦暖重啟，冷重啟則是Ctrl+ Break。如果安裝了DFS ROM,⇧ Shift+Break將讓電腦搜索並加載0 號驅動器中軟盤上的名為!Boot 的文件。之後兩種行為被後來的Acom MOS,RISC OS繼承。

## 現代鍵盤
現今的個人電腦上，Pause/Break可以暫時凍結BIOS的螢幕輸出，若再按任何鍵就會繼續。Pause可以被軟件用於幾種不同的方式，比如在多個登錄會話間切換，終止程序，或中斷MODEM的連接。早期的鍵盤上沒有Pause（在101/102鍵鍵盤出現之前）。Pause的功能被組合鍵Ctrl+NumLock代替，Break的功能被組合鍵Ctrl+ScrLock代替，這些組合鍵在大多數程序中仍可以工作，甚至是在安裝有現代鍵盤的現代PC上。在101/102鍵鍵盤上按下Pause與先按住Ctrl，再按下NumLock，然後再以相反的次序放開它們的操作，作用是相同的。另外，一個十六進制的E1前綴也會發送出，以使101鍵敏感軟件可以識別出這兩種狀況，但舊的軟件通常會忽略這個前綴。Pause不同於其它所有的按鍵，因為它在被放開時不發送掃描碼。因此，任何軟件都不可能確定這個鍵是否被按住不放。

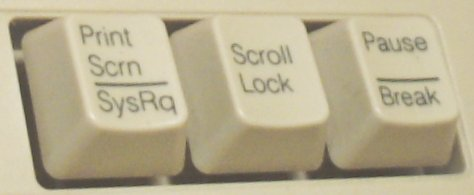
「Pause」與「Break」被一條線分開（最右邊）

在現代鍵盤上，「Break」常被標印在「Pause」標印的下面而作為同一個按鍵，有時被一條線分開，或者「Pause」標印在鍵面的頂面，而「Break」標印在鍵面的前臉面。在大多數Windows環境下，按下⊞ Win+Break會彈出系統屬性。

## 沒有Break的鍵盤
在較小的筆記型電腦通常都沒有Pause/Break。以下的方法可以代替Break：
- Ctrl+Fn+F11、Fn+B或Ctrl+Fn+B（部分聯想筆記型電腦）。[11][12]
- Ctrl+Fn+F11（三星電腦）

以下的方法可以代替Pause：
- Fn+P、Ctrl+Fn+P或Alt+Fn+P（在部分的聯想筆記型電腦）。[12]

蘋果標準鍵盤並沒有Pause/Break，因为Mac OS X上并不需要使用。

## 中斷程序運行的用法
Ctrl+Break和Ctrl+C組合通常都是中斷控制台應用程序的一種方式，在集成开发环境中也有類似效果。儘管通常認為這兩種方式是等同的，但編譯器和運行環境通常給它們賦予不同的信號。另外，在一些內核下（例如：混雜的DOS變體），僅當Ctrl+C是緩存中唯一的鍵序列，並且操作系統嘗試從鍵盤緩存中讀取時，它才會被檢測到。而Ctrl+Break則立即被解譯（例如通过DOS下的1BH中斷）。因此，在這些作業系統中，Ctrl+Break通常是一個更有效的選擇。用CONFIG.SYS文件中的BREAK=ON語句可增強這兩種按键組合的敏感性。